# Dąbrowskie (powiat ełcki)
Dąbrowskie (dawniej Dombrowsken) – wieś w Polsce położona w województwie warmińsko-mazurskim, w powiecie ełckim, w gminie Prostki.
W latach 1975–1998 miejscowość należała administracyjnie do województwa suwalskiego.
W latach 30. XX w. w ramach akcji germanizacyjnej zmieniono urzędową nazwę wsi na Eichensee.